# BancoPosta
Il Patrimonio BancoPosta è la struttura di Poste Italiane che si occupa della raccolta del risparmio (anche postale o tramite conti correnti postali) tra il pubblico, dell'emissione, gestione e vendita di carte prepagate e di altri mezzi di pagamento, dei servizi di pagamento (erogazione pensioni, bollettini postali, assegni postali, vaglia ecc.) del servizio di intermediazione in cambi, della promozione e del collocamento presso il pubblico di finanziamenti concessi da banche ed intermediari finanziari e della prestazione di servizi di investimento e assicurativi.
La sua attività è normata ai sensi del Decreto del presidente della Repubblica 14 marzo 2001, n. 144, in materia di "Regolamento recante norme sui servizi di bancoposta" e in virtù dell’articolo 2 comma 8 non può direttamente emettere finanziamenti al pubblico.

## Storia
Le amministrazioni postali italiane hanno istituito la funzione di raccolta del risparmio postale tramite legge del 27 maggio 1875, emettendo agli effetti per la prima volta nel 1876 i Libretto di Risparmio postale, mentre i conti correnti postali sono nati nel 1917. Bancoposta nasce formalmente nel 1999 a seguito della ristrutturazione di Poste Italiane voluta dall'allora amministratore delegato Corrado Passera sotto la dipendenza della Divisione Servizi Finanziari della società, responsabile degli incassi e pagamenti, della raccolta del risparmio e dei prodotti assicurativi e della loro offerta al pubblico. I servizi finanziari venivano chiamati anche servizi a danaro e il termine "bancoposta" era già utilizzato dall'Amministrazione autonoma delle poste e delle telecomunicazioni e dal successivo ente pubblico economico Poste italiane in base al DPR 156/1973.
Nel 2000 vengono lanciati il Conto BancoPosta, la carta di debito Postamat e la carta di credito BancoPosta MasterCard, con annessa campagna pubblicitaria, passando dai 175 000 conti correnti del dicembre 1999 a 1,68 milioni di rapporti nel dicembre 2001.
Il successo del conto e il conseguente risanamento di Poste si ritene principalmente dovuto all' informatizzazione dei 14 000 uffici postali ed alla relativa creazione di una nuova infrastruttura tecnologica (per un impegno finanziario di 670 miliardi di lire) che ha permesso di migliorare la qualità e la semplicità dei servizi finanziari resi.
Dal 2001, da mero gestore del risparmio, diventa anche un intermediario finanziario e creditizio, in quanto viene autorizzata dal DPR 144/01 a proporre al pubblico titoli azionari, obbligazioni, quote di fondi di investimento ma anche mutui e finanziamenti, anche se con le restrizioni di cui sopra: fino ad allora i 14 000 uffici postali potevano vendere solo titoli di Stato e quelli delle privatizzazioni pubbliche.